# Jurij Kerpatenko
Jurij Leonidowytsch Kerpatenko (ukrainisch Юрій Леонідович Керпатенко; geboren 9. September 1976 in Cherson, Ukrainische SSR, Sowjetunion; gestorben September oder Oktober 2022 in Cherson, Ukraine) war ein ukrainischer Musiker und Dirigent. Ab dem Jahr 2004 war er Chefdirigent des Mykola-Kulisch-Theaters in seiner Heimatstadt.

## Leben und Wirken
Jurij Kerpatenko absolvierte 1995 die Musikschule Cherson und 2000 die Nationale Musikakademie der Ukraine Peter Tschaikowski als Akkordeonist. Ab 2000 arbeitete er an der Philharmonie der Oblast Cherson und wurde 2004 Chefdirigent des Musik- und Schauspiel-Theaters Mykola Kulisch in Cherson. Er war auch Chefdirigent des Kammerorchesters Hilea. Neben seiner Tätigkeit als Dirigent war er Virtuose auf dem Bajan, der osteuropäischen Form des chromatischen Knopfakkordeons.
Jurij Kerpatenko war russischsprachig und bekannte sich zur russischen Kultur. Er distanzierte sich jedoch mehrfach scharf vom imperialen Kurs des russischen Präsidenten  Wladimir Putin. Auch nach dem Einmarsch russischer Truppen in die Oblast Cherson entschied sich Kerpatenko, in seiner Heimatstadt zu bleiben und seine pro-ukrainische Haltung nicht zu verbergen. Als die russischen Besatzer für den Weltmusiktag am 1. Oktober ein Galakonzert mit dem Kammerorchester Hilea planten, weigerte sich Kerpatenko, mit ihnen zu kollaborieren. Mit dem Programm sollte die angebliche „Verbesserung des friedlichen Lebens“ in Cherson gefeiert werden. Angehörige, Freunde und Kollegen verloren im September den Kontakt zu ihm.
Am 12. Oktober 2022 wurde bekannt, dass Kerpatenko in seinem Haus von russischen Soldaten erschossen worden war. Der genaue Todestag ist noch nicht verifiziert. Kerpatenko war Familienvater.